# 1195 هـ
1195 هـ هي سنة في التقويم الهجري امتدت مقابلةً في التقويم الميلادي بين سنتي 1780 و1781.

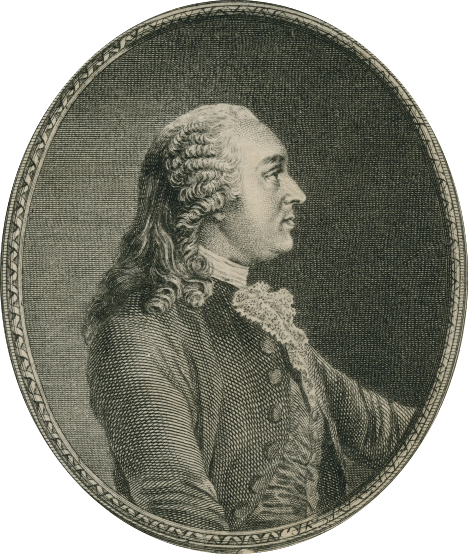
آن روبير جاك تيرجو

## أحداث
- آل سعود يدحرون بدو الضفير.

## مواليد
- محمد الفهمي الموصلي

## وفيات
- آذر البيكدلي
- آن روبير جاك تيرجو
- إبراهيم حقي الأرضرومي
- حبيب الله جان جانان
- واقف اللاهوري